# 冥河龍屬

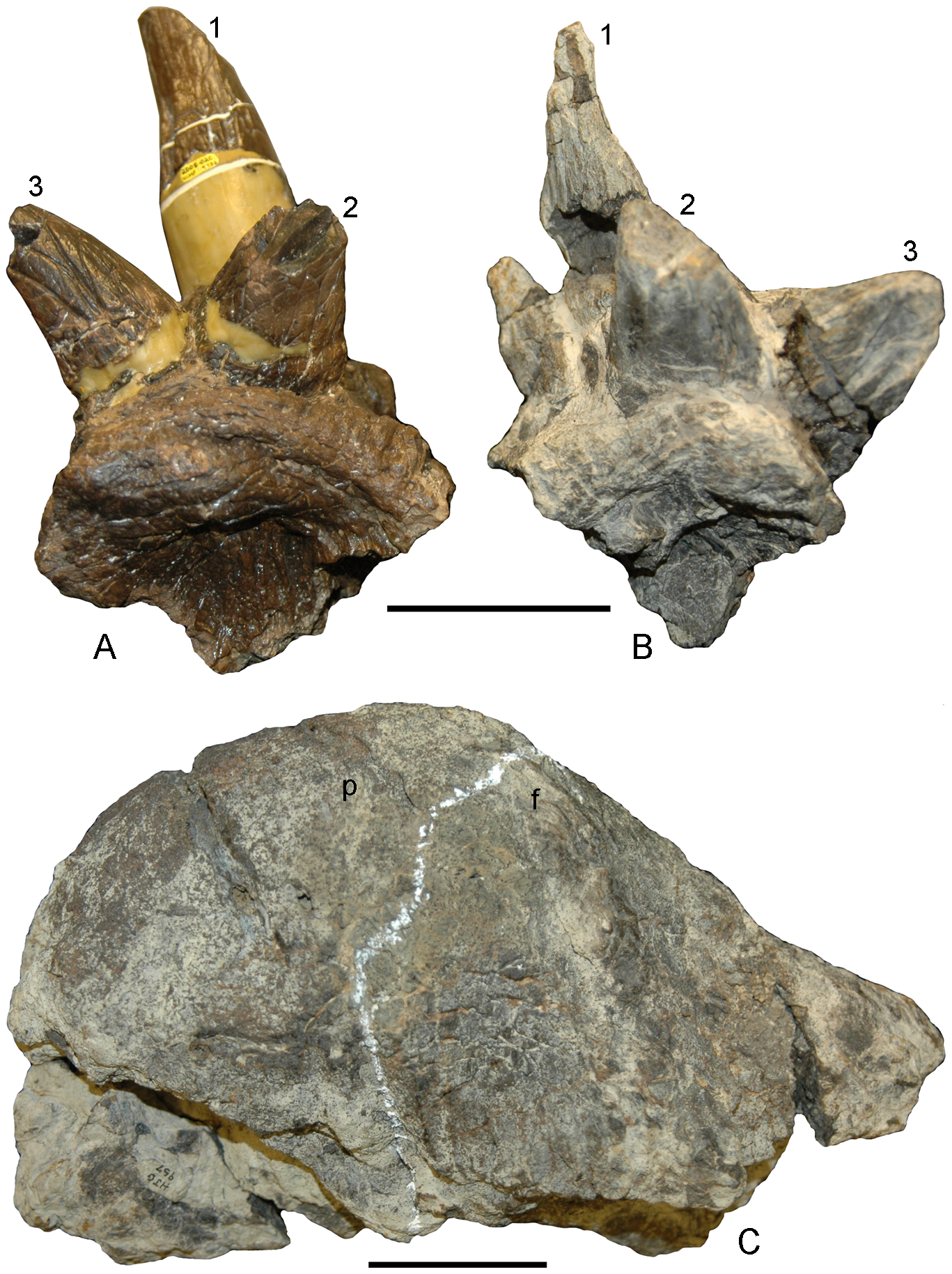
正模標本的鱗狀骨與顱頂

冥河龍屬（意為“來自於冥河的惡魔”）是種厚頭龍亚目恐龍，生存於白堊紀末，約6600萬年前。冥河龍發現於西部內陸海道旁的地獄溪組與蘭斯組，牠們與暴龍、三角龍共同生存在同一地區，在美國大部分地區都有分佈。冥河龍的特徵是顱頂高而狹窄，顱頂後方有多個角刺，一根大型角刺週圍環繞者多跟小型角刺。
模式種是多刺冥河龍（S. spinifer），是在1983年由英國古脊椎動物學家彼得·加爾東（Peter Galton）與德國古動物學家漢斯·戴爾特·蘇伊士（Hans-Dieter Sues）所敘述、命名。在2009年，傑克·霍納（Jack Horner）等人提出“冥河龍有可能是龍王龍的成長型，厚頭龍的幼年個體”，腫頭龍幾乎沒有刺、頭骨則非常之厚，而龍王龍顱頂形狀較不明顯、顱頂後方角刺卻極其明顯。

## 敘述

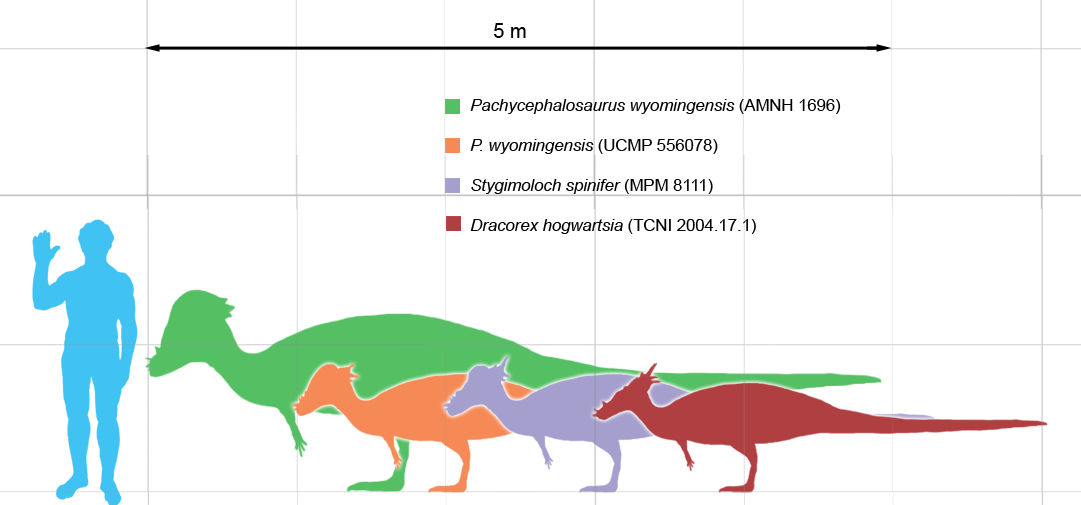
厚頭龍與人類的體型相比
AMNH 1696(綠)、UCMP 556078(黃)
冥河龍(紫)、龍王龍(紅)

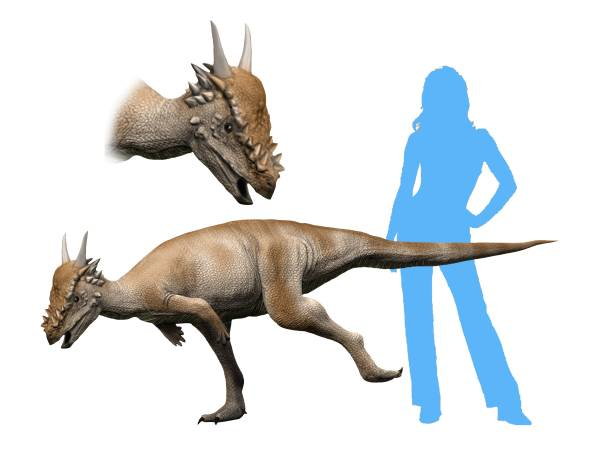
冥河龍的復原圖

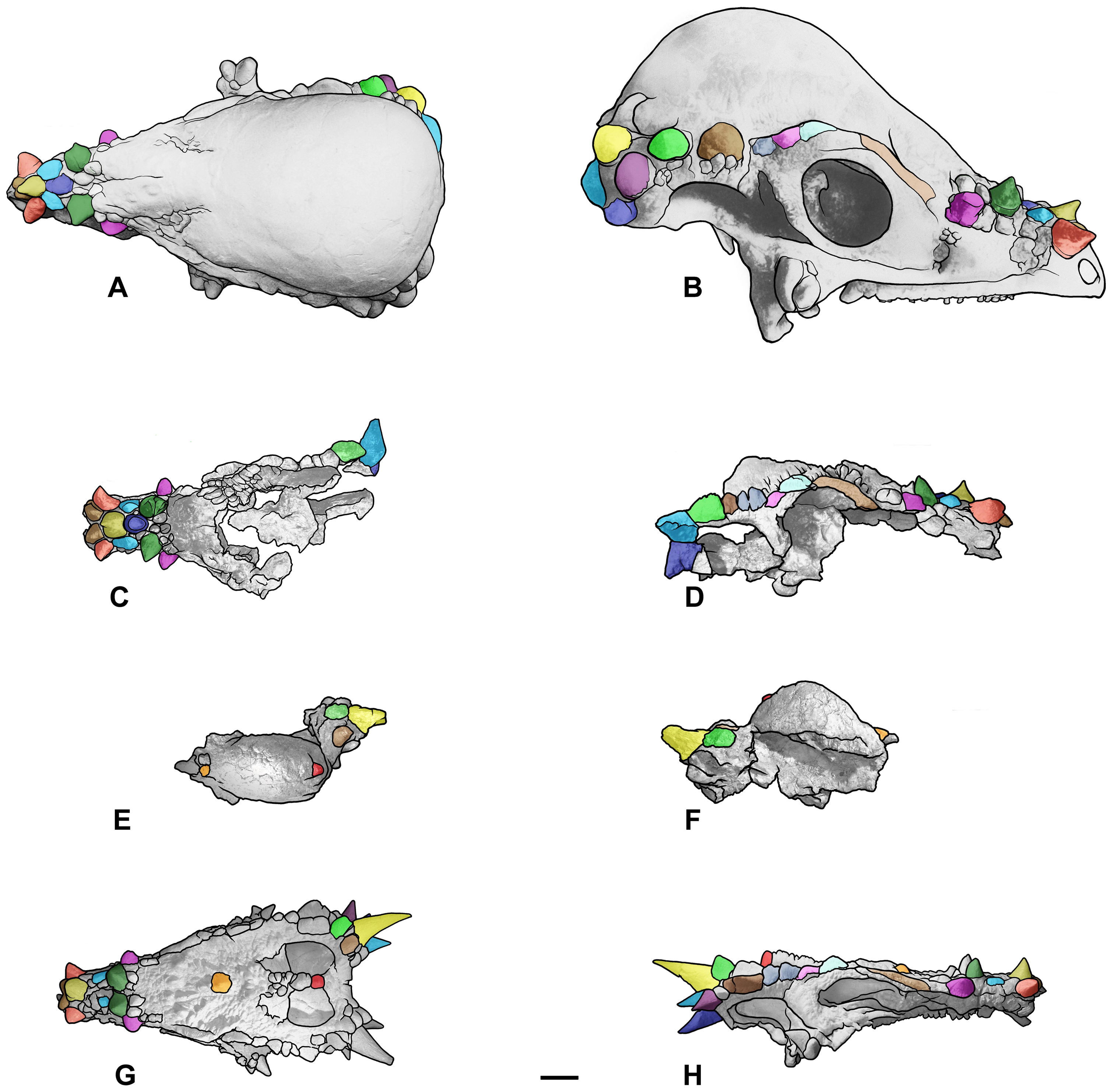
厚頭龍類的顱骨比較圖。成年厚頭龍（上排）、幼年厚頭龍（二排）、冥河龍（三排）、龍王龍（下排）

冥河龍是較大的厚頭龍類，頭顱骨約18吋長。在北美洲的厚頭龍類中，只有厚頭龍比冥河龍大。不像其他厚頭龍類，冥河龍的圓形頭顱較小，兩側稍為平坦，成梨狀；如果不比較顱頂的話，厚頭龍的頭顱骨較大、寬廣。
冥河龍的顱頂雖然較小，但頭部其他頭飾比其他厚頭龍類的頭飾還長。冥河龍的鼻部上有短、圓錐狀凸起，而頭顱後側有一對往後生長的尖角，這對尖角有6吋長、2吋寬；這對尖角附近另各有2、3根小角。這些頭飾的功能仍不清楚。雖然其他厚頭龍類有以頭互相碰撞的行為（這論點仍在爭論中），冥河龍的小型顱頂顯示這種碰撞行為對牠們並沒那麼重要。而頭顱的尖角可能作為展示物用，或者用來抵抗掠食動物，或者與配偶以頭角互相碰撞，如同鹿的行為。更有可能的是，鱗狀骨上的角是在側面碰撞時擊傷對方用。

## 分類
厚頭龍類的龍王龍可能是個顱頂與頭角發展未完全的冥河龍，或者是冥河龍的未成年或雌性個體。這個理論在2007年度的脊椎動物化石學會上得到了支持。蒙大拿州立大學的傑克·霍納（Jack Horner）研究了龍王龍唯一標本的顱骨，發現該化石是冥河龍幼年個體的證據。此外，他還指出冥河龍與龍王龍兩者有可能都是厚頭龍的幼年個體。在2009年，傑克·霍納與M.B. Goodwin發表正式研究，比較這三個物種的顱頂形狀、尖刺與骨瘤的分佈。傑克·霍納等人表示，冥河龍、龍王龍的標本都是幼年個體，而厚頭龍的標本則都是成年個體。另外，這三個屬生存於相同時期的相同地區，使這些科學家更推測牠們是同一物種的不同成長階段，而在成長過程中，尖刺、骨瘤停止成長、顱頂增厚，形成厚頭龍的顱頂形狀。在2010年，尼克·朗里奇（Nick Longrich）等人也提出類似的研究結果，他們認為顱頂平坦的厚頭龍類，其實是圓顱頂的厚頭龍類的幼年個體，平頭龍、飾頭龍其實都是其他屬的幼年個體。

## 大眾文化
- 冥河龍出現在迪士尼電影《恐龍》（Dinosaur）。
- 冥河龍也出現在夢工廠互動的遊戲《Warpath: Jurassic Park》。
- 冥河龍在2018電影《侏羅紀世界：殞落國度》登場